# Treprickigt buskfly
Treprickigt buskfly (Amphipyra tragopoginis) är en fjärilsart som beskrevs av Carl Alexander Clerck 1759. Treprickigt buskfly ingår i släktet Amphipyra, och familjen nattflyn.
Vingspannet är 33-41 millimeter. Arten förekommer i skogar, trädgårdar och öppna buskmarker i hela Europa. Arten är reproducerande i Sverige. Inga underarter finns listade.

## Bildgalleri

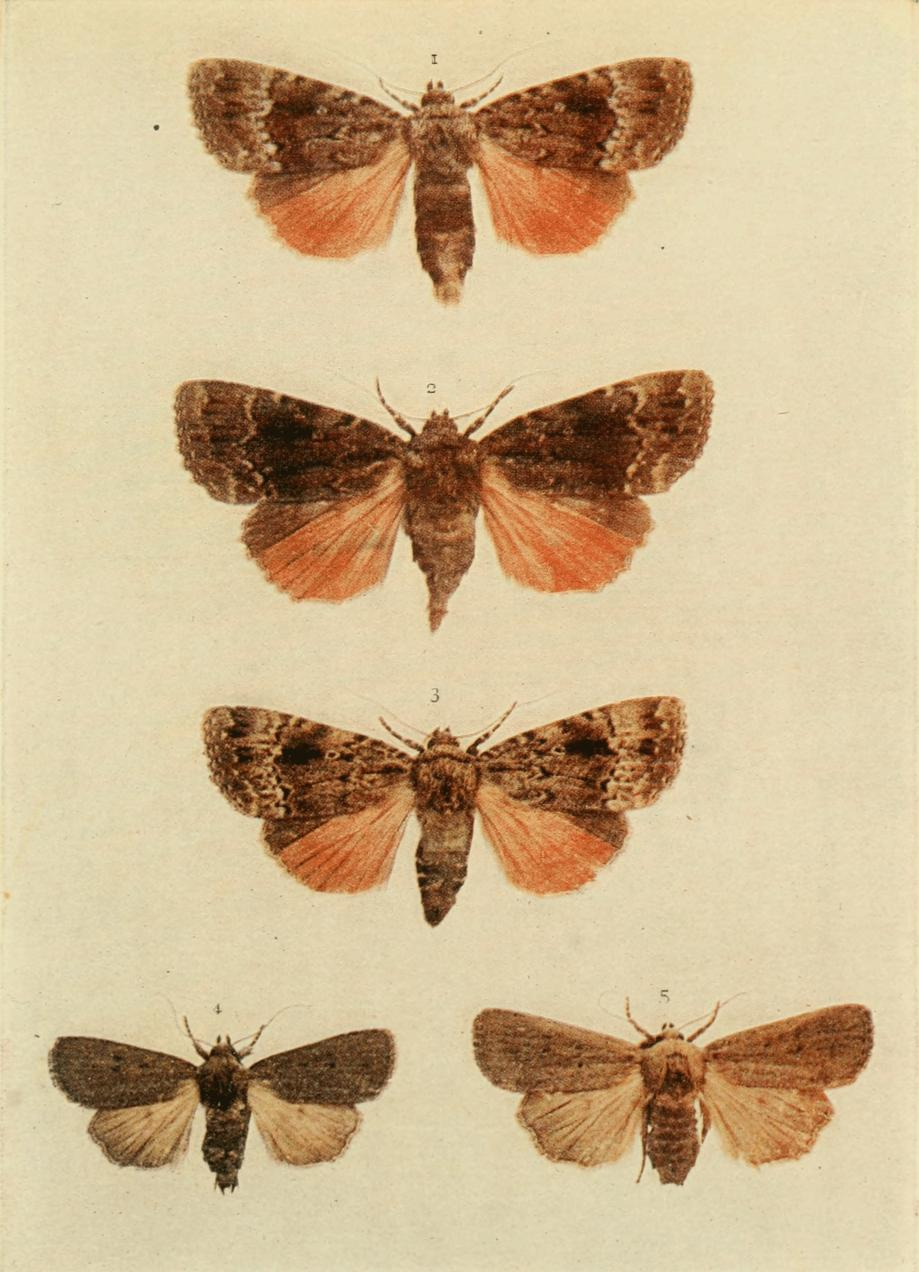
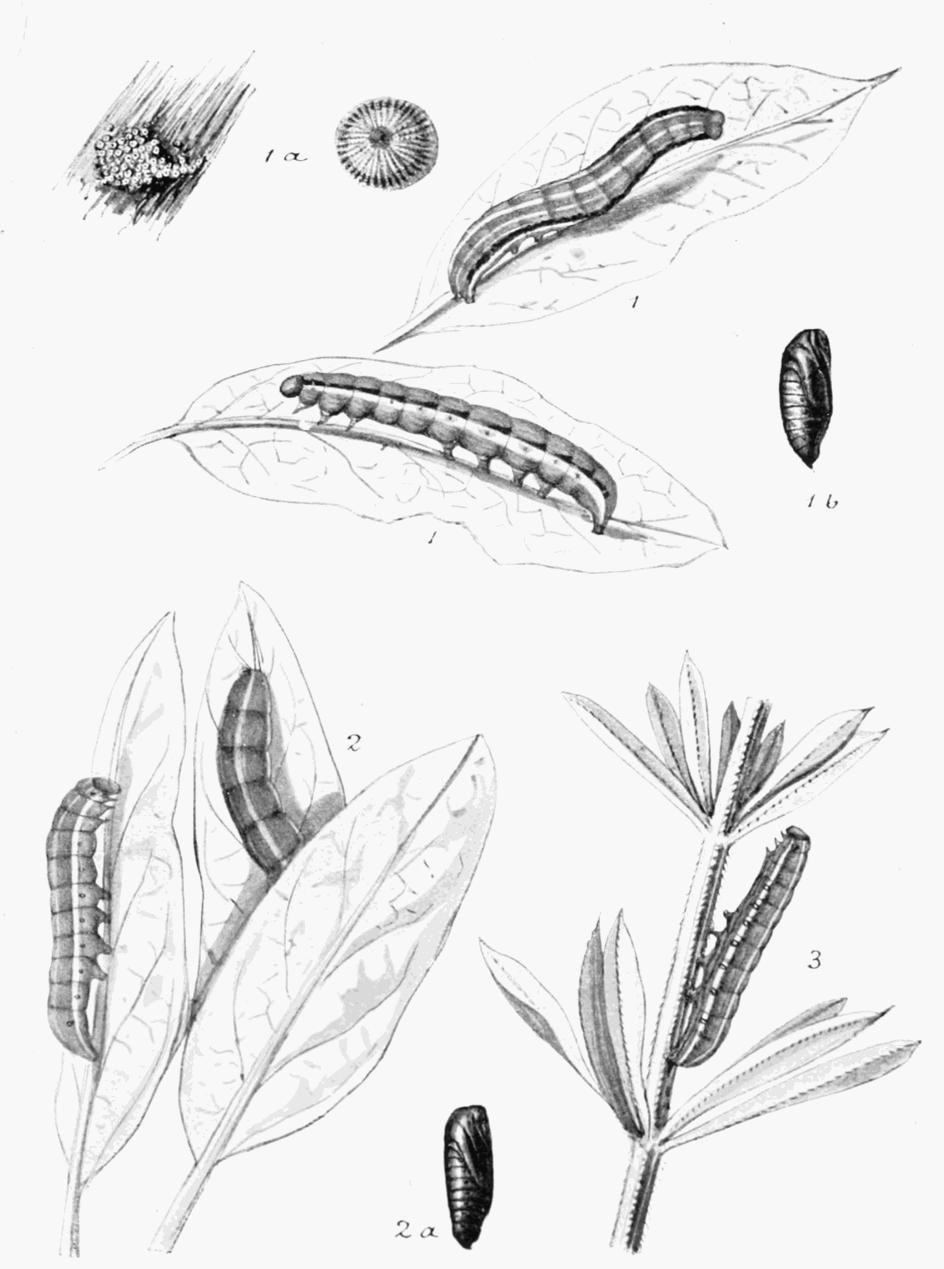